# Pont romain du Pouzin
Pour les articles homonymes, voir Pouzin.
Le pont romain du Pouzin est un ouvrage d'art certainement construit au début du IIe siècle et situé au Pouzin, en Ardèche.
Le pont romain fait l’objet d’une inscription au titre des monuments historiques depuis le 30 décembre 1998.

## Description
Le pont se trouve sur le territoire des Helviens, à proximité de la capitale Alba, dans une région où les échanges ne peuvent se faire qu'au prix de lourds travaux routiers.
L'appareillage du pont laisse à penser qu'il a été construit au début du IIe siècle. Il franchit la rivière Ouvèze à un rétrécissement de son cours, peu avant que celle-ci ne se jette dans le Rhône (rive droite). Il devait donc être situé sur la partie nord de la voie dite « d'Antonin le Pieux », c'est-à-dire reliant Nîmes à Clermont, en passant par Alba.
Le pont présente une arche unique de 14,10 m d'ouverture reposant sur deux culées massives, en gros appareil de grès.
Les deux faces est et ouest sont en petit appareil de moellons calcaires (opus vitatum) liés à la chaux d'environ 100 mm d'épaisseur et 190 de longueur. Les voûtes sont surmontées de deux bandeaux de grès de 45 cm de longueur sur 9 à 11 cm d'épaisseur. On relève des traces de restaurations anciennes.

## Aujourd'hui
Le pont a été inscrit aux monuments historiques par arrêté du 30 décembre 1998.
Il est encore en usage comme voie publique et appartient à la commune du Pouzin.

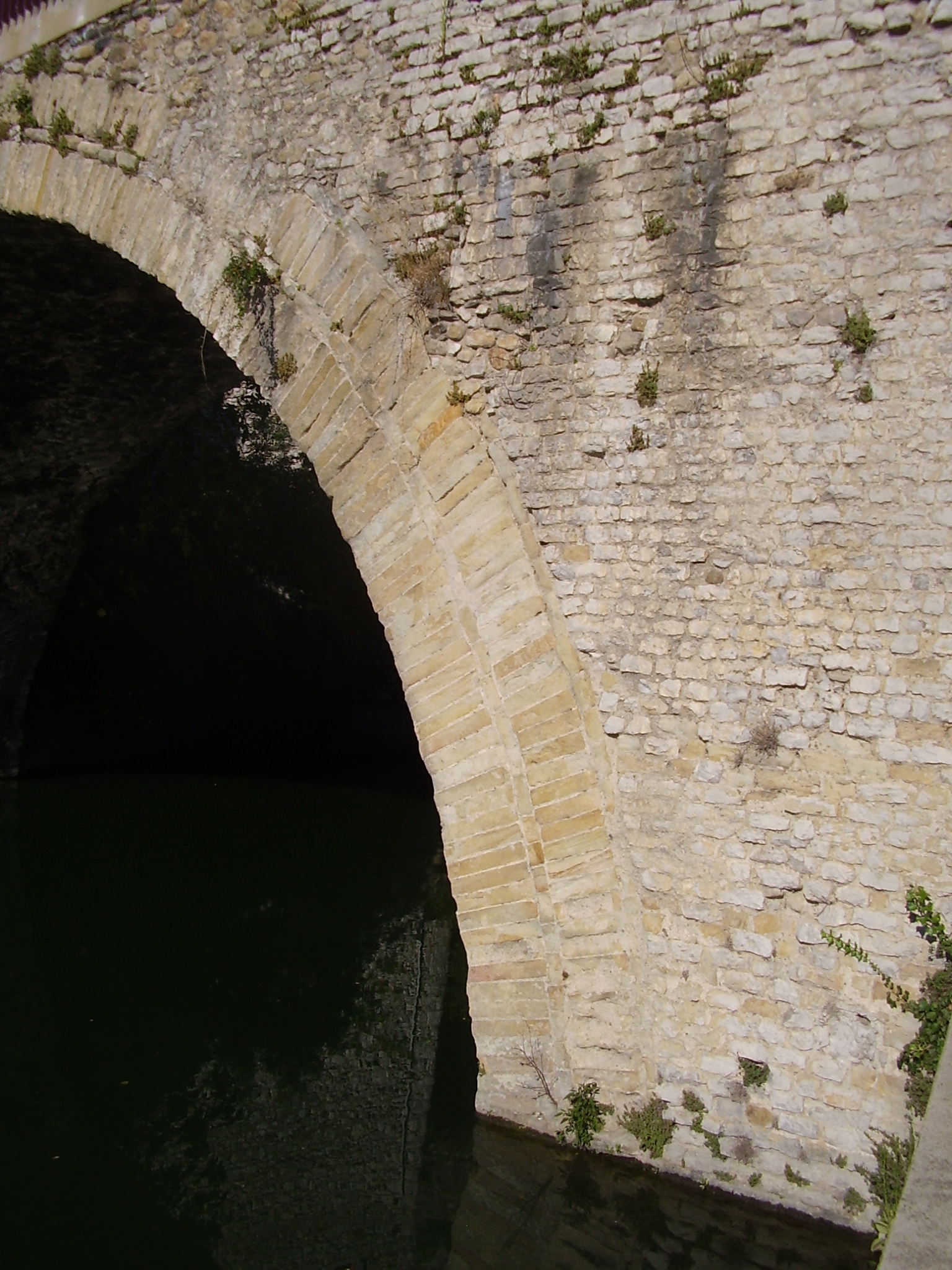
Détail de l'appareillage de pierre.